# Thymus desjatovae
Thymus desjatovae — вид рослин родини глухокропивові (Lamiaceae), ендемік Закавказзя (Азербайджан, Вірменія та Грузія).

## Опис
Напівчагарничок. Листорозміщення супротивне, листки прості, черешкові; край гладкий. Суцвіття — головчатий колос. Квіти розміром до 1 см, 5-пелюсткові. Плід — горішок

## Поширення
Ендемік Закавказзя (Азербайджан, Вірменія та Грузія).